# Hulk Vs.
Hulk Vs. são dois episódios de longa metragem produzidos em 2009 pelo estúdio Lionsgate sobre o personagem da Marvel Comics, Hulk, lançados em DVD duplo e blu-ray. O DVD foi originalmente chamado de Hulk Smash e tinha lançamento planejado para Outubro de 2008.
Os episódios são Hulk Vs. Thor e Hulk Vs. Wolverine.

## Hulk Vs. Thor
Neste episódio Loki, o meio-irmão invejoso de Thor, arquiteta um plano maligno para invadir o palácio de Asgard e acabar com Odin e para isso se vale da magia de Encantor (chamada no desenho de Amora) e da força do Incrível Hulk.
Loki sequestra o Dr Banner e após enfurecê-lo, fazendo com que se transforme na criatura verde, detém-no com um encanto paralisador, dando tempo para Amora lançar um poderoso encanto que separa literalmente o Hulk do Dr Banner. O monstro é, em seguida, submetido a um outro feitiço de Amora que torna-o num verdadeiro fantoche sob o controle de Loki. O Hulk é enviado para invadir o palácio e se inicia o massacre.
Loki vibra com o novo poder, pois é como se ele próprio estivesse presente nas cenários de batalha, controlando os movimentos, os reflexos e os poderosos golpes do Hulk. Assim, Hulk com a mente de Loki, derrota facilmente os guerreiros Fandral, Volstagg, Hogun e Balder, até que surge o Poderoso Thor. E assim se iniciou um feroz combate.

### 1ª dublagem
- Vagner Santos - Bruce Banner / Hulk
- Nestor Chiesse - Thor
- Renato Márcio - Loki
- Márcia Regina - Lady Sif
- Cecília Lemes - Amora
- Adna Cruz - Hela
- José Carlos Guerra - Volstagg
- Paulo Porto - Frandal
- Marco Antônio Abreu - Hogun
- Tatá Guarnieri - Balder
- Mauro Castro - Odin
- Locutor: Sérgio Ribeiro
- Diretor de Dublagem: Paulo Porto
- Tradutor: Guy Demke
- Mídia: DVD/ Blu-Ray/ Netflix
- Estúdio: BKS

### 2ª dublagem
- Alexandre Silva
- Luciano Vivacqua
- Mídia: Televisão (Disney XD/HBO)
- Estúdio: Bright Way Productions, Belo Horizonte

## Hulk Vs. Wolverine
Este desenho lembra muito o primeiro encontro de Wolverine com o Hulk nos quadrinhos. Nesta história Wolverine é designado a derrotar o Hulk, que havia aterrorizado uma cidade do Canadá.
No meio do caminho, James "Logan" Howlett / Wolverine e Bruce Banner são capturados e levados até o programa Arma X, onde encontra seus antigos colegas de trabalho, como: Professor, o cabeça por trás do programa Arma X. Victor Creed / Dentes-de-Sabre, o antigo melhor amigo de Wolverine. Wade Wilson / Deadpool, um mercenário tagarela. Lady Letal e Ômega Vermelho. Wolverine consegue fugir e resgata Banner, mas no meio do caminho, Bruce se transforma novamente no Hulk.
Uma batalha entre Hulk e os membros do programa Arma X começa, mas Hulk é mais forte e sai vencedor com fácilidade, matando todos do programa. Depois uma segunda luta entre Hulk e Wolverine começa, mas não vemos o desenrolar da batalha.
Na cena pós-créditos, Deadpool reaparece para dizer que está vivo, porém na mesma hora, Hulk pula em cima dele.

### 1ª dublagem
- Vagner Santos - Bruce Banner / Hulk
- Raul Schlosser - Logan / Wolverine
- Márcia Regina - Lady Letal
- Mauro Castro - Victor Creed / Dentes-de-Sabre
- Tatá Guarnieri - Ômega Vermelho
- Ricardo Teles - Wade Wilson / Deadpool
- Paulo Porto - Professor
- Locutor: Sérgio Ribeiro
- Diretor de Dublagem: Paulo Porto
- Tradutor: Guy Demke
- Mídia: DVD/ Blu-Ray/ Netflix
- Estúdio: BKS

### 2ª dublagem
- Mídia: Televisão (Disney XD/HBO)
- Estúdio: Bright Way Productions, Belo Horizonte